# Евграфов, Виктор Иванович
Ви́ктор Ива́нович Евгра́фов (10 сентября 1948, Куйбышев — 20 октября 2021, Самара) — советский и российский актёр театра и кино, каскадёр, театральный педагог. Заслуженный артист России (1994).

## Биография
Родился в Куйбышеве, во время обучения в школе занимался спортом, по окончании работал в Доме печати, отслужил в армии.
В 24 года решил стать актёром и поступил в ГИТИС, на курс В. А. Андреева. Окончив институт в 1976 году, начал сниматься в кино, играл в Ленинградском театре юного зрителя. Параллельно в 1978 году прошёл обучение в конно-спортивной школе. Помимо актёрской работы снимался  в качестве каскадёра.
В 1980 году сыграл наиболее известную из своих ролей — профессора Мориарти в телефильме «Приключения Шерлока Холмса и доктора Ватсона». Следующими заметными ролями стала роль Космича/Валюжинича в экранизации повести Владимира Короткевича «Чёрный замок Ольшанский» (1983) и главная роль в исторической картине «Даниил — князь Галицкий» (1987).
В 1994 году в Крыму на съёмках приключенческого фильма «В империи орлов» в качестве каскадёра получил тяжёлую травму лёгкого и позвоночника, последующий процесс восстановления занял несколько лет.
С 2000-х годов жил в Самарской области, руководил Студией исторического трюка «Коловрат» в городе Тольятти. Занимался подготовкой каскадёров для кинофильмов, проводил показательные выступления учеников студии.
С 2004 года преподавал в Волжском университете имени Татищева (Тольятти), художественный руководитель двух актёрских курсов. С 2009 года преподавал в Самарском государственном институте культуры, доцент кафедры режиссуры театрализованных представлений и праздников.
В 2007 году в Новой Зеландии вышла серия монет с героями советских фильмов о Шерлоке Холмсе, на которых изображён в том числе и Виктор Евграфов в роли профессора Мориарти.
В 2009 году по приглашению военно-исторического клуба «Легенда» (Самара) принял участие в съёмках видеоклипа «Русь, 13 век».
Член Союза кинематографистов России и Гильдии актёров кино России.
С 2015 по 2020 год вёл страницы в социальных сетях и видеоблог под псевдонимом «Мориарти». В своём блоге Виктор Иванович проводил прямые трансляции для поклонников своего творчества, отвечал на вопросы зрителей, рассказывал истории со съёмок фильмов и о своей жизни. Кроме того, в блоге Евграфов выступал в юмористическом жанре, и записывал видео с пародиями на современную эстраду.
Скончался 20 октября 2021 года в Самаре. Причиной смерти стал оторвавшийся тромб. Похоронен на «Аллее актёров» городского кладбища Самары.

## Фильмография
| Год  |     | Название                                                                                      | Роль                                                                            |
| ---- | --- | --------------------------------------------------------------------------------------------- | ------------------------------------------------------------------------------- |
| 1977 | ф   | Нос                                                                                           | кучер (нет в титрах)                                                            |
| 1978 | ф   | Сегодня или никогда                                                                           | Дмитрий Павлович Решетников, учёный                                             |
| 1978 | ф   | Ярославна, королева Франции                                                                   | Даниил, монах-книжник, учитель Анны Ярославны                                   |
| 1980 | ф   | Лючия ди Ламмермур                                                                            | Эдгар (поёт В. Федотов)                                                         |
| 1980 | ф   | Начальник (короткометражный)                                                                  | Фёдор, молчаливый геолог                                                        |
| 1980 | ф   | Приключения Шерлока Холмса и доктора Ватсона (серии «Смертельная схватка» и «Охота на тигра») | профессор Мориарти (озвучил Олег Даль)                                          |
| 1981 | ф   | Девушка и Гранд                                                                               | Дмитрий Полунин                                                                 |
| 1981 | ф   | Комендантский час                                                                             | эпизод                                                                          |
| 1983 | ф   | Долгая дорога к себе                                                                          | Сергей                                                                          |
| 1983 | ф   | Чёрный замок Ольшанский                                                                       | Антон Глебович Космич / Валюжинич, историк / предводитель Гомшанского восстания |
| 1984 | ф   | В двух шагах от «Рая»                                                                         | Чиликин                                                                         |
| 1985 | ф   | Сестра моя Люся                                                                               | Женька-матрос, безногий инвалид                                                 |
| 1987 | ф   | Даниил — князь Галицкий                                                                       | Даниил Галицкий, князь                                                          |
| 1987 | с   | Жизнь Клима Самгина                                                                           | Антон Муромский, муж Лидии Варавки                                              |
| 1988 | ф   | Утреннее шоссе                                                                                | Ефим                                                                            |
| 1990 | ф   | Доминус                                                                                       | Дрю Эриксон / Хозяин                                                            |
| 1990 | ф   | Стервятники на дорогах                                                                        | бандит                                                                          |
| 1990 | ф   | А в России опять окаянные дни                                                                 | Имя персонажа не указано                                                        |
| 1992 | ф   | Дюба-дюба                                                                                     | эпизод                                                                          |
| 1993 | с   | Раскол                                                                                        | Некрич, полковник                                                               |
| 1996 | ф   | В империи орлов                                                                               | Имя персонажа не указано                                                        |
| 2000 | ф   | Воспоминания о Шерлоке Холмсе                                                                 | профессор Мориарти (архивные кадры)                                             |
| 2007 | с   | Завещание Ленина                                                                              | Драбкин, полковник госбезопасности                                              |
| 2009 | ф   | Одержимый                                                                                     | эпизод                                                                          |
| 2009 | ф   | Дорожный патруль 3                                                                            | Колян                                                                           |
| 2013 | ф   | Не бойся, я с тобой! 1919                                                                     | Пономаренко, командующий эскадроном                                             |
| 2017 | док | Евграфов. Жизнь за кадром                                                                     | (камео)                                                                         |

## Признание и награды
- Заслуженный артист Российской Федерации (29 августа 1994) — за заслуги в области киноискусства[11]